# Скала Прощания
«Скала Прощания» (англ. Stone of Farewell) — роман 1990 года в жанре фэнтези американского писателя фантаста Тэда Уильямса. Является второй книгой трилогии «Память, Скорбь и Тёрн».
События разворачиваются в вымышленном мире под названием Светлый Ард.
Сюжет делится на несколько главных фрагментов:
1. Путешествие Саймона от Иканука до Скалы Прощания
2. Путешествие Мириамель и Кадраха в Наббан
3. Бегство Джошуа и его приближённых из Наглимунда к Скале Прощания.

## Сюжет
Джошуа и его спутники бегут через Альдхорт, преследуемые норнами. Углубившись в лес, они встречают Джелой, которая сообщает им, что единственным безопасным местом является скала прощания — место, где много лет назад ситхи и норны разделились. Добравшись до южной границы леса, они решают идти по полям тритингов, чтобы не подвергаться угрозе со стороны ситхи. Однако, они попадают в плен марк-тану Фиколмию, который является отцом Воршевы — любовницы Джошуа. Воршева была назначена супругой тритингу Утварту, однако Джошуа, по законам тритингов, так же может претендовать на неё, поскольку она беременна от него. Заключается пари, по которому при победе Джошуа, он женится на Воршеве, а пленников освобождают. Джошуа одерживает верх, однако Фиколмий уже сообщил Элиасу о Джошуа, и поэтому его отряд вынужден быстрее покинуть стоянку тритингов. Прибыв на стрелку рек Имстрека и Стефолд, они находят город Гадринсетт, населенный беженцами из Эркинланда, сочувствующими Джошуа. Так же к ним присоединяется отряд тритингов под началом Хотвига. Добравшись до Сесуадры, они основывают поселение с названием Новый Гадринсетт.
Проснувшись в Икануке — стране кануков в горах — Саймон обнаруживает, что Бинабик и риммер Слудиг попали в плен. Усилиями Саймона и Сискви — возлюбленной Бинабика — удается освободить пленников. Джелой связывается с Саймоном по дороге снов и говорит ему отправляться к скале прощания. По пути на отряд нападают великаны и они находят странный дом, в котором живут лишь дети, за которыми приглядывает девушка 15 лет. Она усыпляет их и пытается принести в жертву королю бурь, однако все идет не по плану и пленники сбегают. Саймон теряется где-то в лесу, Бинабик и Слудиг после тщетных поисков отправляются к скале прощания. Саймон зовет на помощь Джирики, и к нему на помощь приходит его сестра Адиту, которая отводит его в город ситхи Джао-э-Тинукай. Ситхи запрещают ему покидать город, однако вскоре Инген Джеггер врывается в город и убивает старейшую ситхи Амерасу и отца Джирики, что заставляет ситхи пересмотреть свои планы и они отпускают Саймона. Адиту доставляет его к скале прощания, где его находят жители Нового Гадринсетта.
Отправившись в Наббан, Мириамель и Кадрах попадают в Ансис Пелиппе — столицу островного государства Пердруин. Там Мириамель попадает в плен к графу Стриве, правителю Пердруина. Он обходится с ней мягко и рассказывает о смерти Леобардиса. Путешествие в Наббан больше не имеет прежнего смысла, однако Стриве обещал другу передать их в его руки. Переправив их на материк, он передает их Динивану, который является членом ордена манускрипта, а также советником Ликтора — главы церкви. Он рассказывает Мириамель, что прежде знал Кадараха. Прибыв в Наббан, Мириамель и Кадрах селятся в Санцелан Эйдонитисе — дворце ликтора. Вскоре туда же прибывает Изгримнур, ищущий Мириамель по приказу Джошуа. Мириамель предупреждает Ликтора о злодеяниях отца и Прайрата, который вскоре приезжает на переговоры с ликтором. На приеме ликтор отлучает Прайрата и Элиаса от церкви, за что ночью Прайрат проникает в Санцелан Эйдонитис и убивает Динивана и Ликтора. Кадрах вырубает Мириамель и относит на неизвестный корабль, чтобы убраться подальше. Изгримнур находит Динивана, который просит его отправиться в город Квантитупул в трактир «Чаша Пелиппы». Ранее он отправил туда жителя Вранна по имени Тиамак. Прибыв туда, Изгримнур находит Тиамака и легендарного рыцаря Камариса, лишившегося рассудка. Мириамель и Кадрах же оказываются на корабле графа Аспитиса. Мириамель представляется мелкой дворянкой и знакомится с ниски Ган-Итаи. Кадрах пытается сбежать на острове Винитта, однако его находят и сковывают в трюме корабля.
На фоне этих событий Мегвин, единственная наследница королевства Эрнистир, уводит свой народ в горы, где вместе с графом Эойлером находит подземный город Мезуту’а, в котором живут тинукеда’я. Там они узнают о плане подземелий Асу’а и о том, что сияющий коготь — это меч с названием Память. Мегвин отправляет Эойлера к Джошуа, чтобы тот передал ему планы подземелий и рассказал о сияющем когте.
В Хейхолте же правление Элиаса набирает обороты, всех сомневающихся в правильности его решений, казнят. Его лучший друг и командир граф Гутвульф так же замечает изменения в друге. Вскоре тот предупреждает его, что отправит на подавление мятежа Джошуа. Гутвульф собирается примкнуть к Джошуа со своим войском. Однако во время одной из встреч с Элиасом и Прайратом, на Прайрата нападает горничная Рейчел. Гутвульф дотрагивается до Прайрата; спасая тем самым жизнь Рейчел, которая сбегает; однако получает тяжелые ранения и слепнет.